# Sukuta (ort i Lower River)
Sukuta är en ort i Gambia. Den ligger i regionen Lower River, i den centrala delen av landet, 150 km öster om huvudstaden Banjul. Antalet invånare var 440 vid folkräkningen 2013.